# 下倫科尤鄉
46°06′N 22°46′E / 46.100°N 22.767°E
下倫科尤鄉（羅馬尼亞語：Comuna Luncoiu de Jos, Hunedoara），是羅馬尼亞的鄉份，位於該國西部，由胡內多阿拉縣負責管轄，面積50平方公里，海拔高度363米，2007年人口1,956，人口密度每平方公里39人。